# صندلی پشته پلی‌پروپیلن

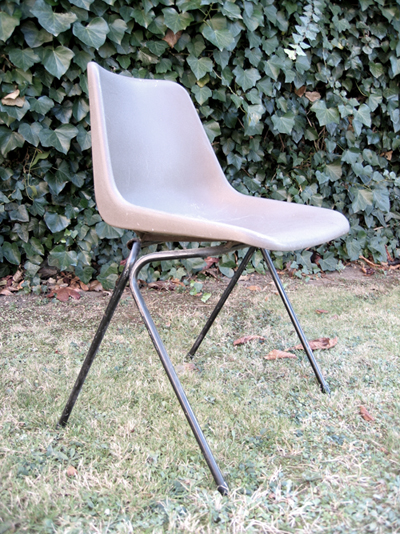
صندلی پلی‌پروپیلن هیلی (۱۹۶۳ میلادی)

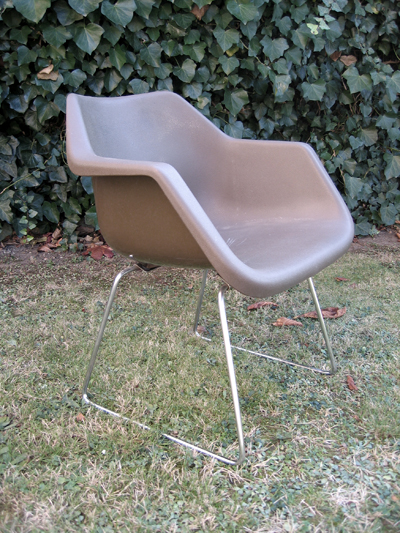
صندلی دسته‌دار پلی‌پروپیلن هیلی با پایه اسکی (۱۹۶۷ میلادی)

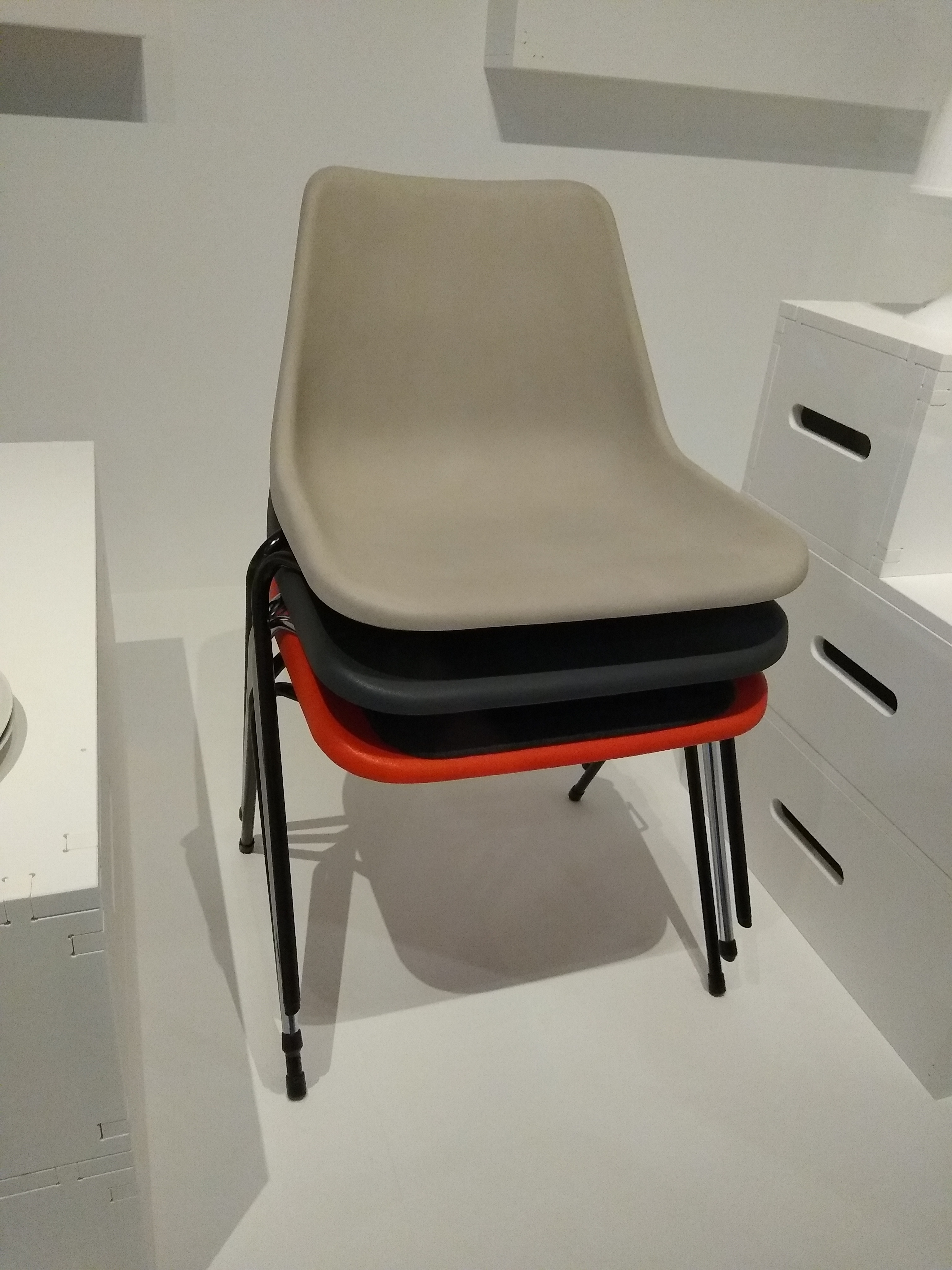
صندلی‌های روی هم چیده‌شدۀ پلی‌پروپیلن رابین دی (۱۹۶۳ میلادی)

صندلی پُشتۀ پلی‌پروپیلن (به انگلیسی: Polypropylene Stacking Chair) یا پلی‌پروپ (به انگلیسی: Polyprop) یک صندلی است که در فرآیند قالب‌گیری تزریقی با استفاده از پلی‌پروپیلن تولید می‌شود. این طرح توسط رابین دی در سال ۱۹۶۳ میلادی برای اس. هیلی اند کو. طراحی شد. اکنون آنقدر نمادین است که در سال ۲۰۰۹ میلادی به عنوان یکی از هشت طرح در مجموعۀ امضاهای بریتانیایی «طرح‌های کلاسیک بریتانیایی» انتخاب شد.
این یکی از معدود صندلی‌هایی است که پس از گذشت بیش از ۵۰ سال هنوز در حال تولید است و در چهل کشور در سراسر جهان برای مدارس، بیمارستان‌ها، فرودگاه‌ها، غذاخوری‌ها، رستوران‌ها، سالن‌ها، هتل‌ها و همچنین منازل ساخته شده‌ است. این صندلی پرفروش‌ترین صندلی در جهان است.
این صندلی برای اولین بار در رنگ‌های زغالی یا سرخ آتشین با قیمتی کمتر از ۳ پوند در بازار ظاهر شد. صندلی کناری در سال ۱۹۶۵ میلادی برندۀ جایزه شورای طراحی صنعتی (اکنون شورای طراحی) شد.
به طور مختصر دربارۀ هیلی می‌توان گفت، یک صندلی پشتۀ تولید-انبوه ارزان قیمت بود که برای همه مقرون به صرفه بود و تقریباً همه نیازهای صندلی را برآورده می‌کرد. با گذشت زمان در رنگ‌های متنوع و با اشکال مختلف پایه و هماهنگ با اثاث یا لوازم داخلی در دسترس قرار گرفت. این تغییرات شامل سری ای برای کودکان، ساخته شده در پنج اندازه با حفره‌های قابل جداسازی، و پولو با ردیف‌هایی از سوراخ‌های مدور پله پله است که برای استفاده در فضای باز مناسب است.
صندلی و پشتی یک تکه از پلی‌پروپیلن، یک ترموپلاستیک سبک‌وزن با مقاومت در برابر ضربۀ بالا، و روش ساخت قالب‌گیری تزریقی است. پلی‌پروپیلن توسط دانشمند ایتالیایی به نام جولیو ناتا در سال ۱۹۵۴ میلادی اختراع شد.
نمونه‌هایی از صندلی پشتۀ پلی‌پروپیلن ۱۹۷۳ میلادی را می‌توان در کلیسای جامع کلیفتون، بریستول، جایی که برای نشستن در شبستان و جایگاه مقدس استفاده می‌شود، مشاهده کرد.

## یادداشت
1. ↑  اصطلاح پُشته برگرفته از لفظ (به انگلیسی: Stacking) به معنی: پشته‌سازی است که نشان‌دهندۀ قابلیت این صندلی‌ها برای روی هم چیدن و پشته کردن آن‌ها است.